# 네브래스카주
네브래스카주(영어: State of Nebraska)는 미국 대평원에 있는 주이다. '네브래스카'라는 이름은 주 전체를 흐르는 강인 플랫강을 부르는 아메리카 원주민의 말에서 유래했으며 '평탄한 강'이란 뜻이다.
북쪽으로 사우스다코타주, 동쪽으로 아이오와주, 남동쪽으로 미주리강을 끼고 미주리주, 남쪽으로 캔자스주, 남서쪽으로 콜로라도주, 서쪽으로 와이오밍주와 접한다. 38대 대통령 제럴드 포드와 46대 부통령 딕 체니가 출생한 주이다.

## 역사

### 초기 역사
선사 시대의 주민들이 아마 네브래스카 지방에 10,000년과 25,000년 전 사이에 살았을 것이다. 과학자들은 네브래스카 땅에 묻힌 채로 발견된 어떤 연장과 무기 조각을 근거로 추정한다.
1700년대 동안에 유럽인 탐험가들이 네브래스카 지방에서 일부 인디언 종족들과 접촉하였다. 미주리, 오마하, 오토와 폰카 인디언들이 강들을 따라 농사, 사냥과 낚시를 하면서 살았다. 포니족은 들소를 사냥하고 콩, 옥수수와 호박을 재배하였다. 그들은 다른 종족들, 특히 북부로 살던 라코타 수족과 남부에 살던 코만치족과 맹렬하게 싸웠다. 그러나 포니족은 백인 정착자들과 친하였고, 포니 수색대원들은 미국 육군이 전쟁에서 수족과 샤이엔족에 대항하는 것을 도왔다. 아라파호족, 샤이엔족, 코맨치족과 수족은 네브래스카 서부에서 사냥을 하였다. 그들은 사냥감을 탐색하기 위해 옮겨다녔다. 자신들의 땅들을 지키기 위해 아라파호족, 샤이엔족과 수족은 백인 정착자들에게 저항하였다.
다른 인디언 종족들은 동부에서 온 백인들이 그들의 터전에서 그들을 몰아내면서 네브래스카 지방으로 이주하게 되었다. 네브래스카에 정착한 마지막 인디언들 중에는 원래 위스콘신에 살던 위네바고족과 미네소타에 살던 산티수족이 있었다. 백인들은 처음에 위네바고족들을 아이오와로, 그러고나서 미네소타와 사우스다코타로 몰아냈다. 1863년과 1864년 위네바고족은 후에 서스턴 카운티가 된 곳으로 달아났다. 1863년 산티수족은 미네소타로부터 이주하도록 강요되었다. 그들 중에 어떤 이들은 사우스다코타로 이주하였고, 1866년 거기서 네브래스카 북부로 들어왔다. 오마하족, 산티수족과 위네바고족은 현재 주의 보호 구역들에 산다.
미주리, 오토, 포니 인디언들은 1870년대와 1880년대에 네브래스카로부터 강제로 이주하게 되었고 현재 오클라호마 지역으로 이동하였다. 1876년 폰카 족도 또한 네브래스카를 떠나도록 명령이 내려졌다. 그러나 폰카족의 지도자 스탠딩 베어는 1879년 그들 중 몇몇 이들을 주로 돌아가도록 지도하였다.

### 탐험

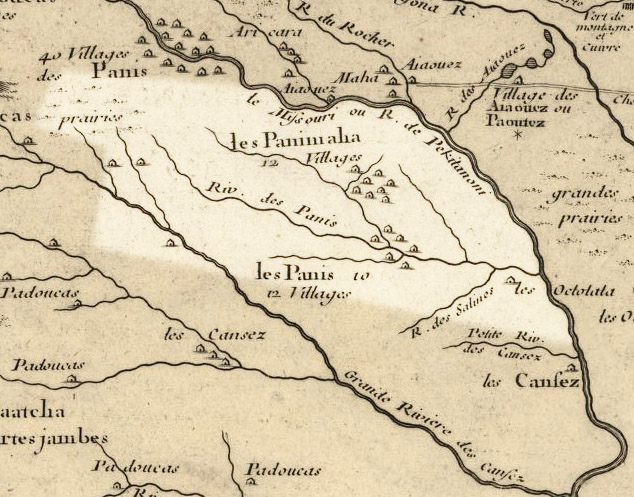
1718년 경의 네브래스카

1541년 스페인의 탐험가 프란시스코 바스케스 데 코로나도는 미국의 남서부를 가로질러 오늘날의 캔자스로 들어가는 원정을 이끌었다. 스페인인들이 정착지들을 설립하지 않았어도 스페인은 네브래스카를 포함한 이 영토에 대한 권리를 주장하였다.
1682년 프랑스의 탐험가 르네-로베르 카블리에 드 라 살은 미시시피강을 따라 그 입구로 여행하였다. 그는 미시시피강에 의하여 배수된 모든 대지와 그 세류들을 프랑스령으로 주장하였다. 라 살은 네브래스카를 포함한 이 막대한 영토를 프랑스 국왕 루이 14세의 명예를 기려 "루이지애나"라고 이름을 붙였다. 프랑스의 교역인과 사냥꾼들이 1690년대와 1700년대 초반 동안에 루이지애나 지방으로 이주해 들어왔다. 1714년 프랑스의 탐험가이자 모험가 에티엔 베니아르 드 부르그몽은 미시시피강을 거슬러 올라가 플랫강의 입구로 향하였다.
스페인은 프랑스인들을 몰아내는 데 주장하고 결정한 지방들에서 프랑스의 탐험가들에 반대하였다. 1720년 페드로 데 빌라수르 지휘 하의 스페인 원정대는 산타페이에서 네브래스카 지방으로 행렬을 이루며 들어갔다. 그러나 원정대는 플랫강을 따라 포니 인디언 집단을 만나 크게 패한 후에 물러났다.
1739년 2명의 프랑스인 탐험가들 피에르와 폴 마예 형제는 일리노이의 프랑스 요새들에서 산타페이로 여행하였다. 그들은 아마 현재의 네브래스카주를 건넌 첫 유럽인들이었을 것이다.

### 루이지애나 매입
1762년 프랑스는 루이지애나를 스페인에게 주었다. 그러나 프랑스의 모피 교역인과 사냥꾼들은 지속적으로 네브래스카 지방에서 운영하고 스페인인들은 절대 효과적인 정부를 세우지 않았다. 1800년 프랑스의 통치자 나폴레옹 보나파르트는 스페인에게 루이지애나를 프랑스로 반환하도록 강요하였다. 1803년 그는 루이지애나 준주를 미국에 팔았다. 루이지애나 매입의 일부로서 네브래스카는 미국의 일부가 되었다.

### 미국인의 탐험과 정착
1804년 토머스 제퍼슨 대통령은 루이지애나 준주를 탐험하는 데 메리웨더 루이스와 윌리엄 클라크 아래의 원정대를 보냈다. 루이스와 클라크는 미주리강을 여행하여 네브래스카의 동부 가장자리를 탐험하였다. 다른 미국인 탐험가 제뷸런 M. 파이크는 1806년 네브래스카의 남중부를 방문하였다. 스페인계 미국인 교역인 마누엘 리사는 1807년과 1820년 사이에 미주리강을 따라 모피 교역지들을 설립하였다. 이 교역지들 중의 하나는 오늘날 오마하의 북부로부터 10 마일(16 킬로미터) 떨어진 포트 리사였다.
1812년 모피 판매인 로버트 스튜어트는 뉴욕시를 위하여 오리건에서 애스터리아 모피 교역지를 세웠다. 스튜어트와 그의 단체는 와이오밍에서 겨울을 보내고 1813년 초순에 네브래스카로 들어갔다. 그들은 노스플랫강과 플랫강들을 따라 여행하고 4월에 미주리강에 도달하였다. 정착자들은 다음 50년 동안 스튜어트에 의하여 탐험된 길을 따라 오리건으로 이주하였다. 이 길은 오리건 산길로 알려지게 되었다.
미국 육군은 1819년 오늘날 오마하의 북부로부터 대략 16 마일(26 킬로미터) 떨어진 미주리강에 앳킨슨 요새를 설립하였다. 이 요새는 네브래스카의 첫 학교, 도서관, 제재소, 제분소와 벽돌 공장의 지대가 되었다. 요새는 1827년에 버려졌다.
1820년 스티븐 H. 롱 소령은 플랫강과 노스플랫강 유역들을 통하여 네브래스카를 가로지르는 육군 원정을 이끌었다. 롱 소령은 네브래스카의 서부 지방을 "농사를 하는 데 거의 전적으로 부적당하다"고 묘사하였다. 그는 "그레이트 아메리칸 사막"이라고 불렀다.
1820년대 동안에 미국의 모피 회사와 다른 모피 회사들은 벨뷰와 미주리강을 따라 놓인 다른 장소들에 교역지들을 세웠다. 그러나 1854년 네브래스카가 준주로 만들어질 때까지 연방 정부는 네브래스카를 인디언의 영토로서 보존하였다. 인디언 감독관, 선교사와 면허를 받은 교역자들을 제외하고 아무의 백인 가족들은 그곳에 정착할 수 없었다. 1843년 수 백 명의 개척자들은 오리건의 풍부한 농장 지대들로 "대이동"을 시작하였다. 그들은 네브래스카를 지나 서부로 가기 위해 오리건 산길을 따랐다.

### 준주 시대
1854년 미국 의회는 캔자스와 네브래스카 준주들을 창조하고 백인 정착지로 지방을 연 캔자스-네브래스카 법령을 통과시켰다. 준주를 만들기 위한 초기의 법안들은 의회가 노예 제도에 동의하지 못했다는 이유로 패하였다. 의회에서 남부인들은 1820년 미주리 타협이 노예 제도를 금지한 이유는 북부의 평원들을 개장하는 것을 원하지 않았기 때문이다. 캔자스-네브래스카 법령은 미주리 타협을 폐기하였다. 그 법령은 자신들이 노예 제도를 허가하고 2개의 준주에서 주민들이 살도록 하였다. 대부분의 네브래스카 주민들은 노예 제도에 반대하였다.
네브래스카 준주는 현재의 네브래스카주와 몬태나, 노스다코타, 사우스다코타, 와이오밍과 콜로라도의 일부를 포함하였다. 프랭클린 피어스 대통령은 사우스캐롤라이나주의 프랜시스 버트를 초대 준주의 총독으로 임명하였다. 버트는 총독으로서 선서한 후 곧 사망하고, 준주의 장관 토머스 B. 큐밍이 대행을 맡았다. 큐밍은 준주 정부를 결성하고 입법부를 위하여 선거들이 열릴 수 있도록 인구 조사국을 가졌다. 1854년 제브래스카의 인구는 2,732명이었다. 1863년으로 와서 의회는 지방으로부터 일부 새로운 준주들을 만들었고 네브래스카 준주는 주의 대략 오늘날 지역으로 줄어들었다.

### 주 지위

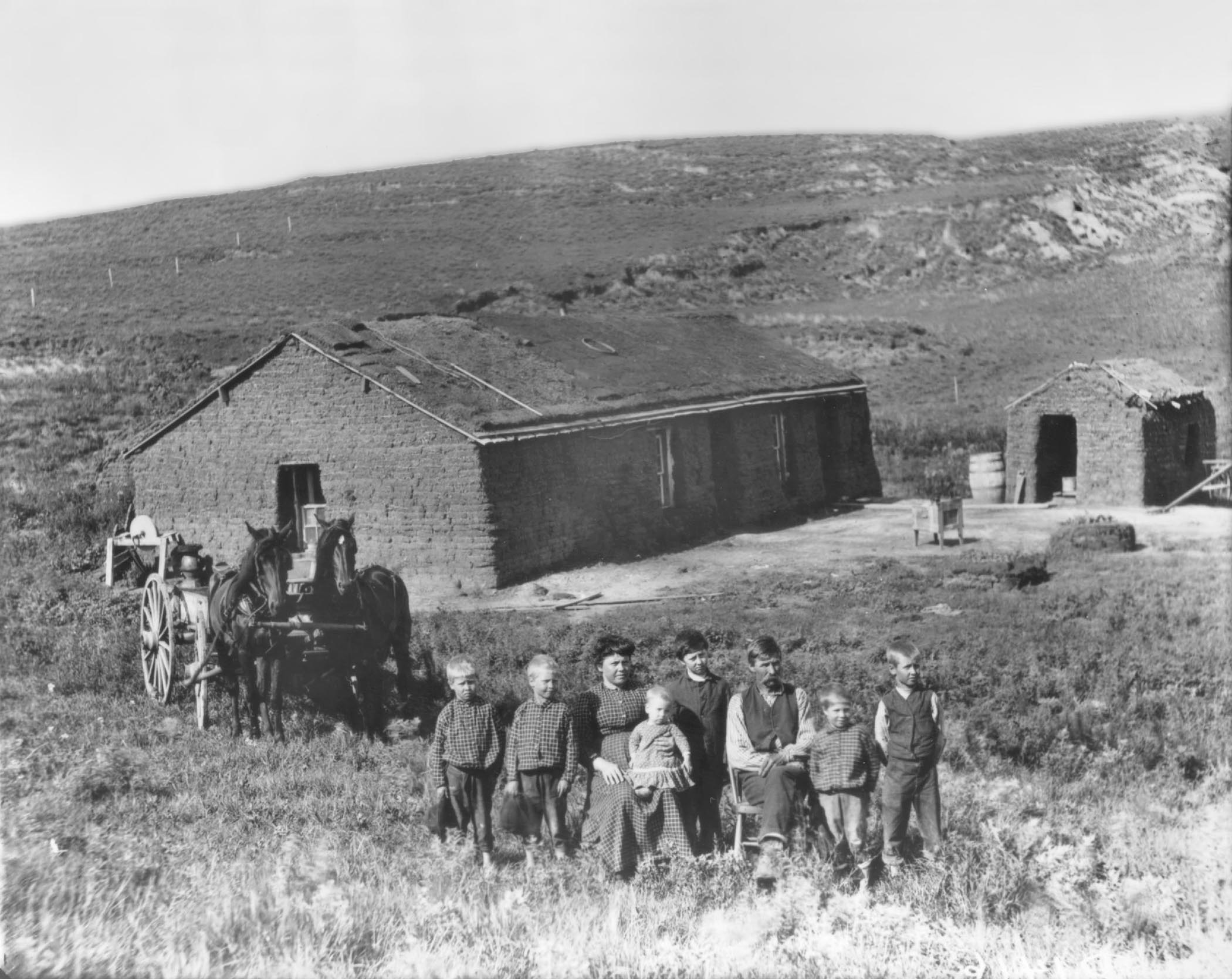
홈스테더들의 모습

1860년으로 봐서 네브래스카의 인구는 28,841명으로 증가하였다. 1862년 의회는 첫 홈스테드법을 통과시켰다. 이 법령은 정착자들에게 서부에서 자유 대지의 160 에이커(65 헥타르)를 인정하였다. 대지를 위한 거대한 급습이 따라졌다. 첫 홈스테드법의 하나는 오늘날 비트리스 근처에서 1863년에 대니얼 프리먼에 의하여 주장되었다. 이 홈스테드법과 비슷한 법령들은 많은 수 천 명의 홈스테더들을 네브래스카로 데려왔다.
1865년 유니언 퍼시픽 철도가 오마하에서 서부의 라인을 건설하기 시작하였다. 유니언 퍼시픽과 벌링턴 철도는 또한 네브래스카로 더 많은 정착자들을 데려오는 캠페인들을 시작하기도 하였다. 철도들은 동부를 걸쳐 주민들과 또한 유럽으로 네브래스카를 "에덴 동산"으로 묘사한 팜플렛들을 보냈다. 이 광고들은 1870년에 와서 인구가 122,993명으로 증가하는 데 도움을 주었다.
1867년 초순에 의회는 네브래스카를 합중국으로 편입하는 법령을 통과시켰다. 이 행위에서 의회는 앤드루 존슨 대통령의 거부권을 무시하였다. 의회는 네브래스카가 그 헌법에서 확실한 변화들을 만들도록 요구하였다. 존슨 대통령은 이 활동이 미국 헌법에 폭력을 일으켰다고 믿었다. 민주당원 존슨은 준주가 공화당의 다수를 가진 이유로 네브래스카가 합중국으로 편입되는 것을 원하지 않았다. 의회에서 공화당원들은 존슨을 탄핵하였고 대통령은 2명의 추가적인 공화당 상원들이 자신에게 유죄 판결을 내리는 데 충분한 활동을 가졌을 것이라고 믿었다. 네브래스카는 그해 3월 1일에 37번째 주가 되었다. 주민들은 공화당원 데이비드 버틀러를 초대 지사로 선출하였다.
1872년 네브래스카는 식목일을 기념하는 첫 주가 되었다. 식목일은 매년 나무들을 심기 위해 제정한 특별한 날이다. 네브래스카 시티에서 온 신문 발간자이자 정치적 지도자 J. 스털링 모턴이 식목일의 아이디어를 내었다.

### 농업의 번창
네브래스카주의 정착은 메뚜기의 거대한 무리가 농장 지대를 습격하면서 1874년과 1877년 사이에 느려졌다. 메뚜기들은 귀리, 보리, 밀과 옥수수 수확물에게 심한 손상을 입혔다. 많은 정착자들은 자신들의 대지를 떠나 동부로 돌아갔다. 중서부의 농부들은 "메뚜기에 의하여 먹혔다. 부인의 가족들과 살기 위하여 동부로 돌아간다" 같은 사인들을 지닌 수 백 대의 수레들이 동부로 향하는 것을 보았다. 그러나 다른 농부들의 급증이 1880년대 동안에 주로 쏟아 들어져 왔다. 1890년 대지의 가격은 더욱 높이 올랐다. 1890년에 가뭄, 신용의 과소비와 농산물의 낮은 가격의 이유로 대지의 가격이 떨어졌다.
농부들은 자신들의 어려움들을 위하여 철도, 은행과 다른 비지니스 조합들에 핑계를 두었다. 많은 농부들은 자신들을 돕는 데 개혁들을 찾은 인기당에 입당하였다. 그 당은 1890년대 동안에 네브래스카주에서 거대한 힘을 이루었다. 많은 인기당원들은 민주당원이자 그 시기의 주의 중요한 정치적 인물 윌리엄 제닝스 브라이언을 성원하였다.
1890년대에 네브래스카의 농부들은 관개와 건조 농업의 방법들을 이용하기 시작하였다. 의회는 관개 개발을 위한 연방적 원조를 부여한 1902년의 간척 법령을 통과시켰다. 3년 후, 네브래스카 서부에 165,000 에이커(66,770 헥타르)로 노스플랫강 계획에 건설을 시작하였다. 1904년 킨케이드 법령이 통과되어 네브래스카 서부에서 640 에이커(259 헥타르)의 홈스테드들을 마련하였다. 그러나 많은 정착자들은 농사를 위하여 대지의 거의가 어울리지 않다는 것을 찾아냈다. 소의 방목자들은 홈스테더들의 대부분을 대려와 대지를 잔듸로 반환하였다.

### 경제 대공황
1920년대 초반 동안에 농장 가격들에서 붐이 끝났다. 1930년대의 대공황이 일어나는 동안에 농장의 가격들은 더욱 멀리 떨어졌다. 추가로 가뭄이 다시 주에 타격을 주었다. 많은 농부들은 파산과 자신들의 대지의 손해를 향하였다. 농부들이 자신들의 저당 지불을 만나지 못한 이유로 은행과 보험 회사들이 농부들의 재산을 차지하였다. 그러나 보안관들이 개지의 공공 판매를 위한 법정의 명령들을 수행하기를 거부한 것에 수많은 가족들이 영향을 미쳤다. 대공황으로부터 나라를 건지는 프랭클린 D. 루스벨트 대통령의 뉴딜 정책의 일부로서 연방 정부는 장기적, 낮은 이자의 기부금과 농부들에게 다른 원조들을 마련하였다.
1915년 네브래스카 입법부 협회는 일원제의 입법부를 추천하였다. 협회는 상하원 중의 하나의 입법부가 의원들의 책임을 늘이고 상하원 양쪽의 입법부들에서 일어나는 연기를 제거하려 하였다. 일원제의 헌법은 더욱 적은 의원들이 있을 이유로 더욱 경제적이었다. 협회의 추천은 거의 20년 동안 지속된 논의의 기초를 이루었다. 1934년 네브래스카주의 상원 조지 W. 노리스는 일원제의 입법부의 채택을 위한 주의 헌법에 수정안을 후원하였다. 투표인들은 11월에 수정안을 찬성하였다. 새로운 일원제의 입법부는 1937년 첫 회의를 열었다.

### 1900년대 중반
지질학자들은 1939년 네브래스카주의 남동부에서 석유를 발견하였다. 석유 회사들은 1940년대 초반 동안에 지역에서 많은 유정들을 뚫었고 석유는 주의 가장 중요한 미네랄 자원이 되었다.
제2차 세계 대전이 일어나는 동안에 네브래스카주의 농부들은 전쟁 시기의 식량 부족들을 만남을 돕는 데 옥수수, 귀리, 감자와 밀의 수백만 톤을 생산하였다. 육우의 사육도 또한 거대하게 확장되었다. 1947년으로 봐서 네브래스카주의 농장 소득은 해마다 1조 달러 이상에 도달하였다.
1944년 의회는 미주리강 유역 계획을 찬성하였다. 이 큰 계획은 네브래스카주와 미주리강에 의하여 배수된 다른 주들에서 홍수 조절 댐, 수력발전소와 저수지들의 건설을 청하였다. 네브래스카주는 완료러브타 멀었어도 이미 계획으로부터 이익을 얻었다.
1948년 오마하 근처에 있는 오퍼트 공군 기지가 미국 전략 공군 사령부를 위한 본부가 되었다. 그 사령부가 1992년에 제거될 때에 기지는 미국 전략 사령부의 본거지가 되었다. 기지는 오마하의 경제에 중요해왔다.
1949년 지질학자들이 네브래스카주의 서부에서 유전들을 발견하였다. 1950년대 동안에 네브래스카주의 농장들은 크기에서 더욱 커졌으나 수에서는 적어졌다. 늘어난 기계의 사용이 농장 근로자들을 위한 필요함에 교훈을 주었고 많은 이 근로자들이 직업을 구하러 도시들로 이주하였다. 1970년으로 봐서 네브래스카 주민의 60 퍼센트 이상이 도시 지역들에 살았다.
인구에서 옮김이 네브래스카주를 그 산업을 확장하고 새로운 산업들을 끌어들이는 데 필요함을 깨닫게 하였다. 1960년 투표인들은 주의 헌법이 도시들과 카운티들이 개인적 비지니스들에게 임대 계약을 위한 재산을 요구하고 개발하는 데 허락하는 개정안을 찬성하였다. 부분적으로 산업을 끌어들이는 데 주의 캠페인들의 결과로서 1960년대에 많은 새로운 상사들이 네브래스카주로 이주하였다. 1960년댕 제조업에서 고용이 44 퍼센트로 치솟았다.
1960년대 동안에 입법부는 거의 중요한 입법을 통과시켰다. 그 입법은 월급을 올리고 정부 공무원들의 기간을 연장하면서 주의 정부를 강하게 하였다. 1963년에 입법은 네브래스카 교육 텔레비전 법령을 통과시키고 네브래스카주는 교육 텔레비전 방송들과 함께 그 전체 지역을 감싼 첫 주들 중의 하나가 되었다. 1967년에는 주민들이 1966년에 투표에 의하여 주의 재산세를 축출하였을 때 잃은 세입을 위하여 차지하는 데 입법이 판매세와 소득세를 채택하였다.

### 1900년대 후반
1982년 네브래스카의 주민들은 주에서 농장 혹은 방목지의 소유로부터 협동들을 금지한 주의 헌법에 개정인 의안 제출권 300을 채택하였다. 의안 제출권 300은 가족 농장들을 보호하는 데 디자인되었다. 그러나 그 제출권은 대지의 갸격들을 낮게 하고 협동적 소유의 가축 사육장의 개발을 느리게 하여 비난을 받았다.
1986년 주지사를 위한 선거에서 주의 회계원이자 공화당원 케이 오어는 전 링컨 시장이자 민주당원 헬렌 부샐리스를 꺾었다. 이 선거는 미국 역사상 주요 후보들이 여성이었던 첫 주지사 선거였다. 오어는 네브래스카주의 첫 여성 주지사이자, 미국의 주에서 첫 공화당 여성 주지사가 되었다.
1990년 네브래스카주의 정부는 공공 교육에 자금을 대는 데 도움을 준 큰 세금 증가를 통과시켰다. 국민 투표에서 투표인들은 세금 증가에 찬성하였다. 동시에 한해에 정부가 쓰는 2 퍼센트로 증가하는 것을 한정시키는 제안을 거절하였다.
1996년 입법부는 지방적 재산세 비율 증가를 제한시켰다. 결과로서 학교들은 자신들의 소득의 주요 근원에서 축소를 향하였다. 1997년 손해를 본 차감 계산에 입법부는 증가한 공공 학교들에 주의 원조를 마련하는 법령을 통과시켰다. 법률은 재정적 원조를 주의 전역을 걸쳐 한 제자의 평균에 기초를 두었다. 방식이 대부분의 학교들에 이익을 주었어도, 평균적 한 제자 당의 비용들보다 더 놓은 비용을 가진 작은 시골의 학교들은 적은 기금을 받거나 아무것도 받지 못하였다. 입법자들은 가장 작은 학교 구역들을 재결성하도록 강요하는 법률을 기대하였다.

### 21세기
2005년 마이크 조핸스 주지사는 조지 W. 부시 아래에서 농무부 장관이 되기 위하여 지사 직을 떠났다. 조핸스는 1999년 이래 네브래스카주지사를 지냈다. 2008년 조핸스는 미국 상원이 되는 데 선거를 이겼다. 그해에 또한 네브래스카주는 처음으로 대통령 선거에서 그 선거인단들을 갈라놓았다. 네브래스카주와 메인주는 주의 전체의 우승자로 자동적으로 가지 않는 전체의 선거 인단을 가진 단 2개의 주들이다. 일리노이주 상원 버락 오바마는 네브래스카주의 두번째 의회적 구역 오바바 지역에서 선거 인단을 주장하였고, 애리조나주 상원 존 매케인은 주의 4개의 남아있는 선거 인단들을 획득하였다. 오바마가 총선을 승리하였다.

## 경제

### 서비스업

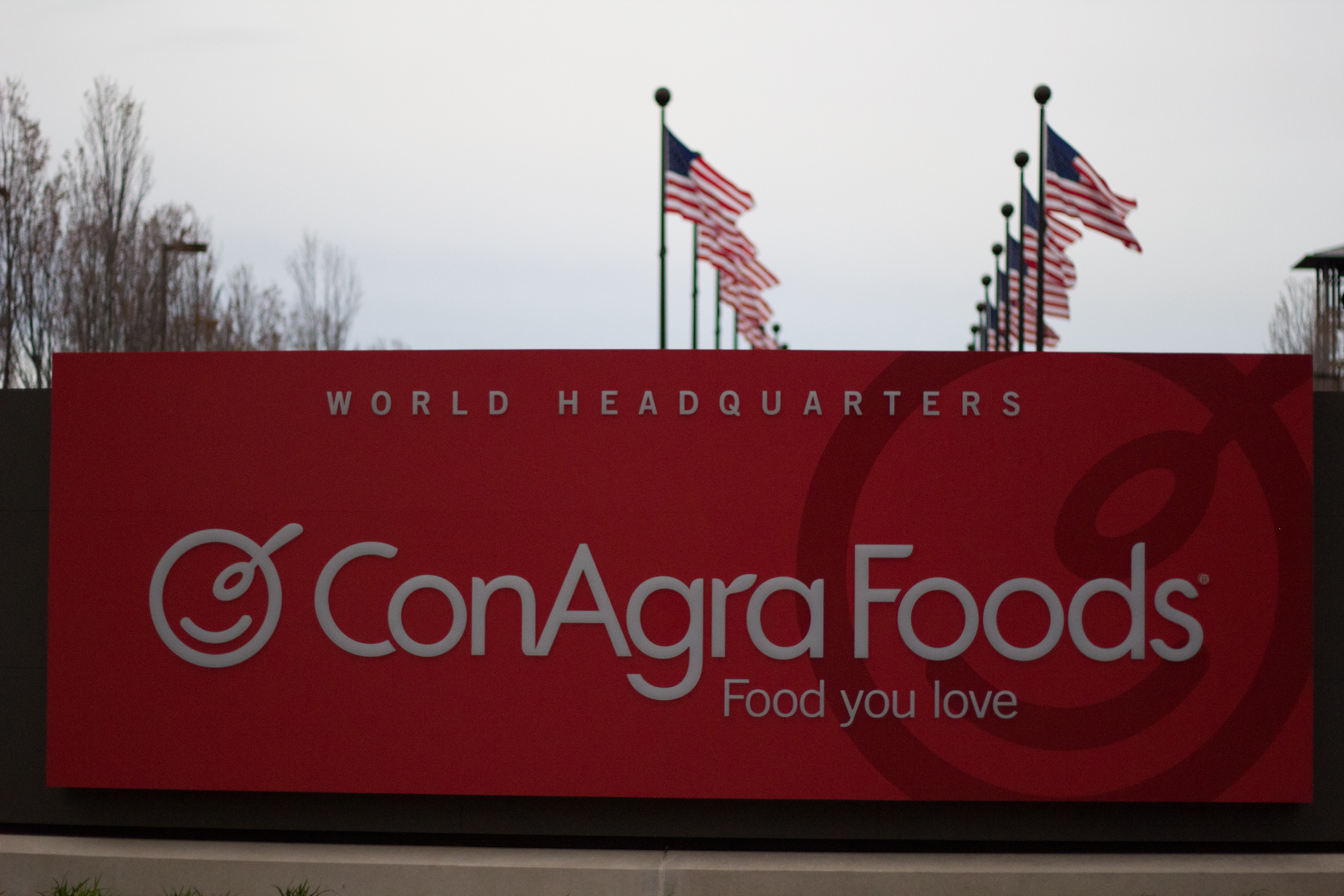
오마하에 있는 콘애그라 푸즈의 본사

서비스업은 네브래스카주의 고용과 국내총생산 양쪽에서 가장 큰 부분을 차지한다. 많은 주의 서비스업들은 오마하와 링컨의 메트로폴리탄 지역들에 있다.
오마하는 중서부의 금융 중심지이다. 미국에서 가장 큰 보험 회사들 중의 하나인 뮤철 어브 오마하가 그 도시에 본사를 두었다. 오마하는 또한 보험 회사들과 다른 비지니스들의 큰 지주 회사 버크셔 헤더웨이의 본거지이기도 하다. 주요 식품 가공과 유통 회사 콘애그라 푸즈와 국가에서 가장 큰 철도 회사 유니언 퍼시픽 철도가 오마하에 기지를 두고 있다. 많은 호텔, 식당과 소매상들이 오마하와 링컨 지역들에서 운영된다.
주도인 링컨은 정부 활동의 중심지이다. 정부 서비스업에는 또한 전기의 공익 사업들과 군사 기지들의 운영을 포함된다. 네브래스카주는 공공적으로 모든 전기 서비스를 마련하는 공익 사업들을 소유하는 단 하나의 주이다. 미국 전략 사령부의 본부들이 벨뷰 옆에 위치한 오퍼트 공군 기지에 있다. 미국 전략 사령부는 미국 핵무기 병력들과 군사 공간 운영, 미국에 핵과 장기에 달하는 병력 미사일 공격을 방어하기 위한 조정의 중심지이다.

### 제조업
식품 가공업은 네브래스카주에서 주요한 제조업 활동이다. 정육과 곡식의 제품들은 네브래스카주에서 식품 가공업에서 온 소득의 대부분을 마련한다. 큰 정육 공장 지대들은 주의 동부와 남중부 지역들에서 운영된다. 네브래스카주는 세계에서 주요 정육 포장업의 주요 중심지들 중 하나이다. 오마하 지역은 주의 곡식 제품의 가공을 위한 주의 주요 중심지이다. 아침식사 시리얼과 사료는 주요 곡식의 제품들이다.
화학과 기계 공업도 또한 중요한 제조품들이다. 약품은 네브래스카주의 주요한 화학 제품이며, 주로 링컨과 오마하에서 생산된다. 오마하 지역에 있는 공장 지대들은 주의 가장 중요한 기계들 중의 종류인 농기구를 제조한다. 합성 금속 제품, 의료 용품과 교통 수단은 주로 주의 남중부와 서부에서 생산된다.

### 농업

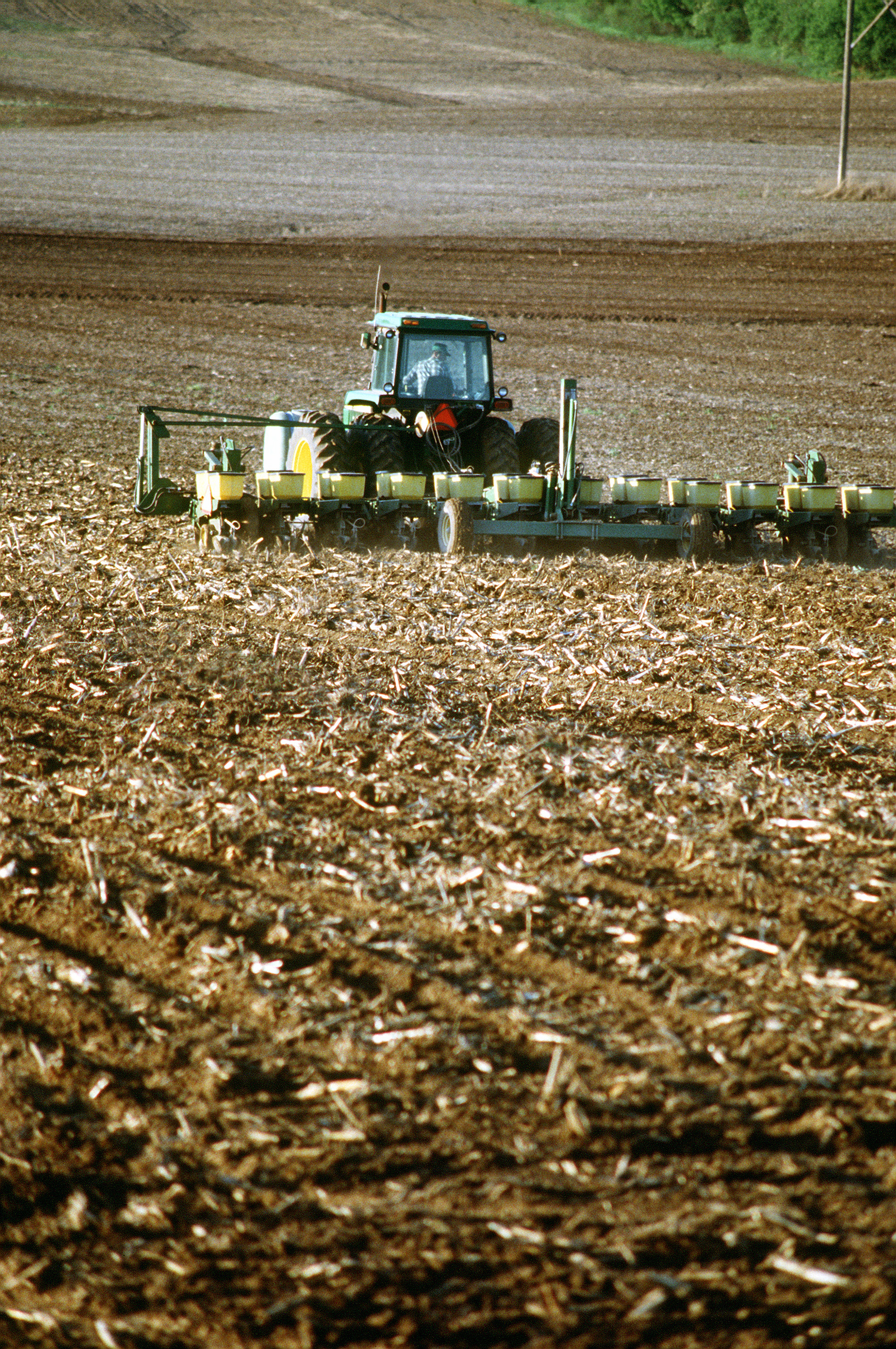
오마하 근처에서 경작하는 모습

농장과 방목지들은 네브래스카주의 대지 지역의 90 퍼센트 이상을 덮고 있다. 네브래스카주의 주요한 농축산물은 육우, 옥수수, 돼지, 콩과 밀이다. 네브래스카주는 이 모든 산물을 생산하는 데 주요한 주들로 순위에 올라있다. 특히 중부 지방에 많은 관개 농장들을 가지고 있다.
가축과 축산물들은 네브래스카주 농업 소득의 대략 이상을 마련한다. 육우는 주에서 가장 중요한 축산물이다. 샌드힐스와 주의 서부에서 자라는 풍부한 잔듸들이 육우 사육을 위하여 좋은 사료를 마련한다. 어떤 농부들은 젖소를 사육하고 우유는 다른 중요한 농장 소득의 근원이다.
돼지는 네브래스카주에서 2번째로 가장 중요한 축산물이다. 네브래스카 동부는 국가에서 중요한 돼지 사육지들 중의 하나다. 가금류 농장들도 또한 이 지방에서 찾아진다.
수확물은 네브래스카주의 농장 소득의 절반 아래를 마련한다. 주의 주요 수확물인 옥수수는 중부와 동부 지역들에서 자란다. 주의 다른 주요한 수확물들은 건초, 대두와 밀이다. 건초의 대부분은 대평원 지방, 특히 북부 지역에서 자란다. 대두 재배지의 대부분은 틸 평원 지방에 놓여 있다. 네브래스카주의 밀 재배지의 대부분은 서부에 놓여 있다. 네브래스카주에서 자라는 다른 수확물은 수수, 귀리, 감자, 호밀과 사탕무를 포함한다.

### 광업
석유와 포틀랜드 시멘트는 네브래스카주의 주요한 채굴물이다. 주의 원유의 대부분은 샤이엔, 던디, 히치콕, 킴볼과 레드윌로 카운티들에서 생산된다. 포틀랜드 시멘트는 캐스 카운티에서 생산된다. 건설 회사들은 플래트 협곡에서 온 모래와 자갈을 이용한다. 제조업자들은 벽돌, 타일과 도기를 위하여 네브래스카 동부에서 온 점토를 이용한다. 주의 석회암은 건설과 시멘트를 만들거나 흙의 처리를 위하여 이용된다. 샤이엔과 듀얼 카운티들은 주에서 주요한 천연가스 생산지들이다.

## 주민
| 인구조사                      | 인구      | Note | %±     |
| ----------------------------- | --------- | ---- | ------ |
| 1860년                        | 28,841    |      | —      |
| 1870년                        | 122,993   |      | 326.5% |
| 1880년                        | 452,402   |      | 267.8% |
| 1890년                        | 1,062,656 |      | 134.9% |
| 1900년                        | 1,066,300 |      | 0.3%   |
| 1910년                        | 1,192,214 |      | 11.8%  |
| 1920년                        | 1,296,372 |      | 8.7%   |
| 1930년                        | 1,377,963 |      | 6.3%   |
| 1940년                        | 1,315,834 |      | −4.5%  |
| 1950년                        | 1,325,510 |      | 0.7%   |
| 1960년                        | 1,411,330 |      | 6.5%   |
| 1970년                        | 1,483,493 |      | 5.1%   |
| 1980년                        | 1,569,825 |      | 5.8%   |
| 1990년                        | 1,578,385 |      | 0.5%   |
| 2000년                        | 1,711,263 |      | 8.4%   |
| 2010년                        | 1,826,341 |      | 6.7%   |
| 2019 (추산)                   | 1,934,408 |      | 5.9%   |
| 출처: 1910–2010 2019 estimate |           |      |        |

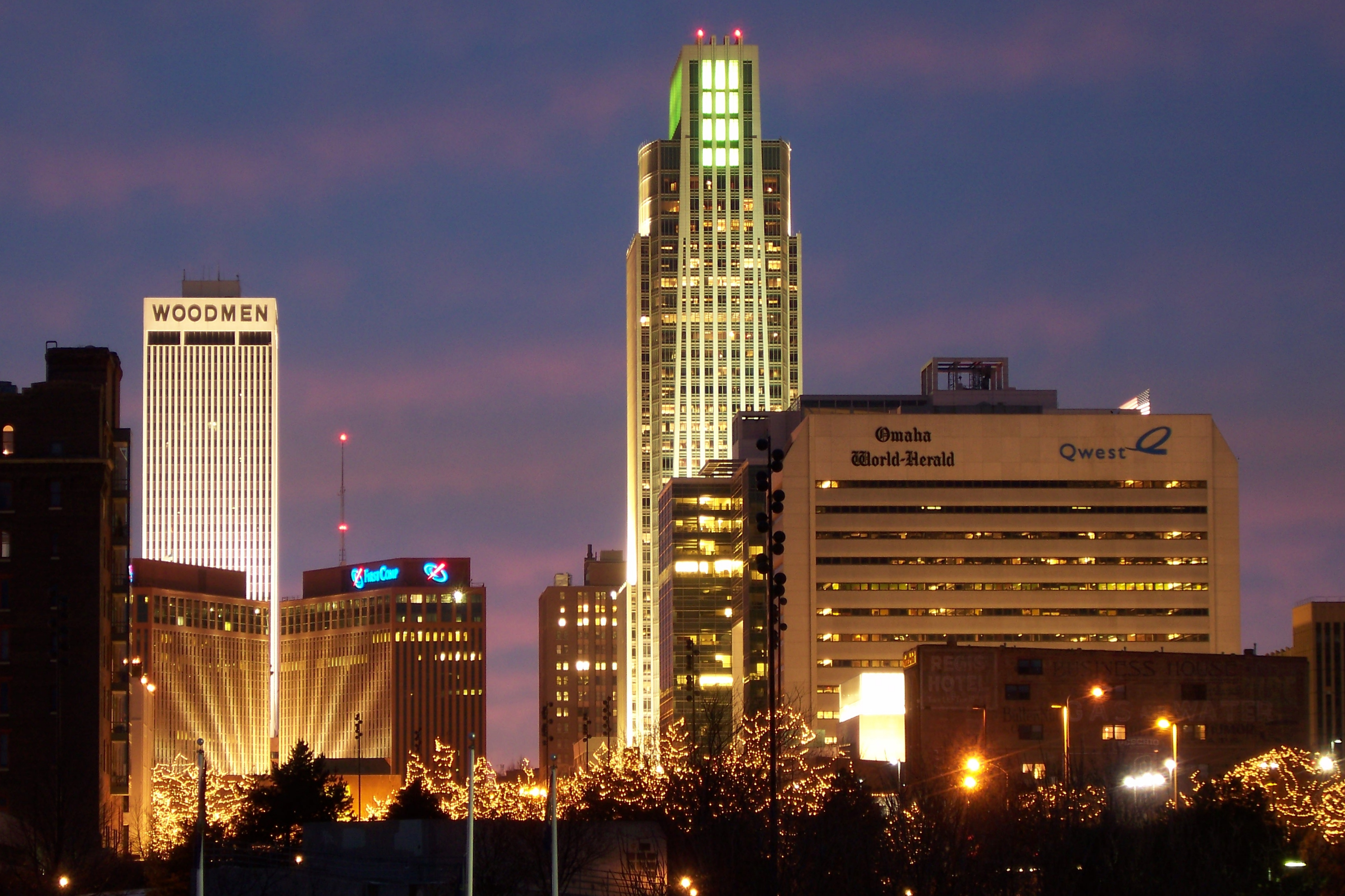
다운타운 오마하의 야경

2000년 미국 인구 조사국은 네브래스카주에 1,711,263명의 주민들이 살고 있다고 보고하였다. 인구는 1990년의 1,578,385명에서 대략 8.5 퍼센트나 증가하였다. 2000년 조사국에 의하면 네브래스카주가 50개의 주들 중에 인구로 38위에 올랐다.
네브래스카 주민의 대략 55 퍼센트는 주의 메트로폴리탄 지역들에 살고 있다. 메트로폴리탄 지역에는 링컨, 오마하-카운실 블러프(아이오와)와 아이오와주 수시티가 있다.
주에서 가장 큰 도시인 오마하는 주요 식품 가공업과 거래의 중심지이다. 또한 보험, 전화 광고와 보건의 중심지이기도 하다. 주도이자 2번째로 큰 도시 링컨은 교육, 정부와 소매상의 중심지이다. 주의 3번째로 큰 도시 벨뷰는 오퍼트 공군 기지와 함께 그 남쪽 가장 자리를 가른다. 그랜드아일랜드는 주에서 4번째로 큰 도시이며, 중요한 제조업, 식품 가공업과 유통의 중심지로 지내고 있다. 네브래스카주의 다른 12개의 도시들 만이 10,000명 이상의 주민들이 있다.
네브래스카주의 역사 초기에는 독일인들이 주요 이민 단체였다. 그들은 1900년 주 인구의 대략 15 퍼센트를 차지하였다. 오늘날 네브래스카주에서 가장 큰 인구 집단은 독일, 아일랜드, 영국, 스웨덴, 체코와 멕시코 계통의 주민들이다. 아프리카계 미국인의 인구는 주로 오마하에 집중되어 있다.